# Серулешть (комуна, Келераш)
Серулешть, Серулешті (рум. Sărulești) — комуна у повіті Келераш в Румунії. До складу комуни входять такі села (дані про населення за 2002 рік):
- Мегурень (55 осіб)
- Полчешть (84 особи)
- Сендуліца (588 осіб)
- Серулешть (550 осіб)
- Серулешть-Гаре (1585 осіб)
- Сетуку (26 осіб)
- Солаколу (286 осіб)

Комуна розташована на відстані 43 км на схід від Бухареста, 59 км на північний захід від Келераші.

## Населення
За даними перепису населення 2002 року у комуні проживали 3174 особи.
Національний склад населення комуни:
| Національність | Кількість осіб | Відсоток |
| -------------- | -------------- | -------- |
| румуни         | 2715           | 85,5%    |
| цигани         | 458            | 14,4%    |
| болгари        | 1              | < 0,1%   |

Рідною мовою назвали:
| Мова      | Кількість осіб | Відсоток |
| --------- | -------------- | -------- |
| румунська | 2737           | 86,2%    |
| циганська | 437            | 13,8%    |

Склад населення комуни за віросповіданням:
| Релігія        | Кількість осіб | Відсоток |
| -------------- | -------------- | -------- |
| православні    | 3170           | 99,9%    |
| римо-католики  | 1              | < 0,1%   |
| греко-католики | 1              | < 0,1%   |
| бретрени       | 1              | < 0,1%   |
| атеїсти        | 1              | < 0,1%   |

## Зовнішні посилання
- Дані про комуну Серулешть на сайті Ghidul Primăriilor